# Giardini-Naxos
Pour les articles homonymes, voir Naxos (homonymie).
Giardini-Naxos est une commune italienne de la province de Messine en Sicile. Il s'agit d'une importante station balnéaire, située à proximité de Taormine. Elle est célèbre pour ses plages.

## Géographie
La ville est située en Sicile. 

## Histoire
La cité grecque antique de Naxos est fondée en 738-735 av. J.-C. par des colons de Chalcis. Avec Cumes (également fondée par des colons chalcidiens), elle est la plus ancienne colonie de Grande Grèce et la plus ancienne de Sicile. Au début, Naxos est gouvernée par un régime oligarchique contrôlé par l'aristocratie des Hippeis, d'origine chalcidienne. Totalement indépendante de sa cité-mère, Naxos fondera à son tour sa propre colonie : Léontinoï.
La cité passe sous domination romaine au IIIe siècle av. J.-C.
Aujourd'hui, Giardini-Naxos est une ville italienne d'environ 9 500 âmes.

## Fêtes, foires
La fête patronale a lieu le 8 septembre.

## Administration
| Période                                  | Période     | Identité           | Étiquette    | Qualité |
| ---------------------------------------- | ----------- | ------------------ | ------------ | ------- |
| 1 juin 2010                              | En cours    | Pancrazio Lo Turco | Lista Civica |         |
| 27 mai 2003                              | 30 mai 2010 | Salvatore Giglio   | Lista Civica |         |
| Les données manquantes sont à compléter. |             |                    |              |         |

### Hameaux
- Chianchitta-Pallio, Naxos, Pallio, Porticato

### Communes limitrophes
Calatabiano, Taormine

### Évolution démographique
Habitants recensés

## Galerie

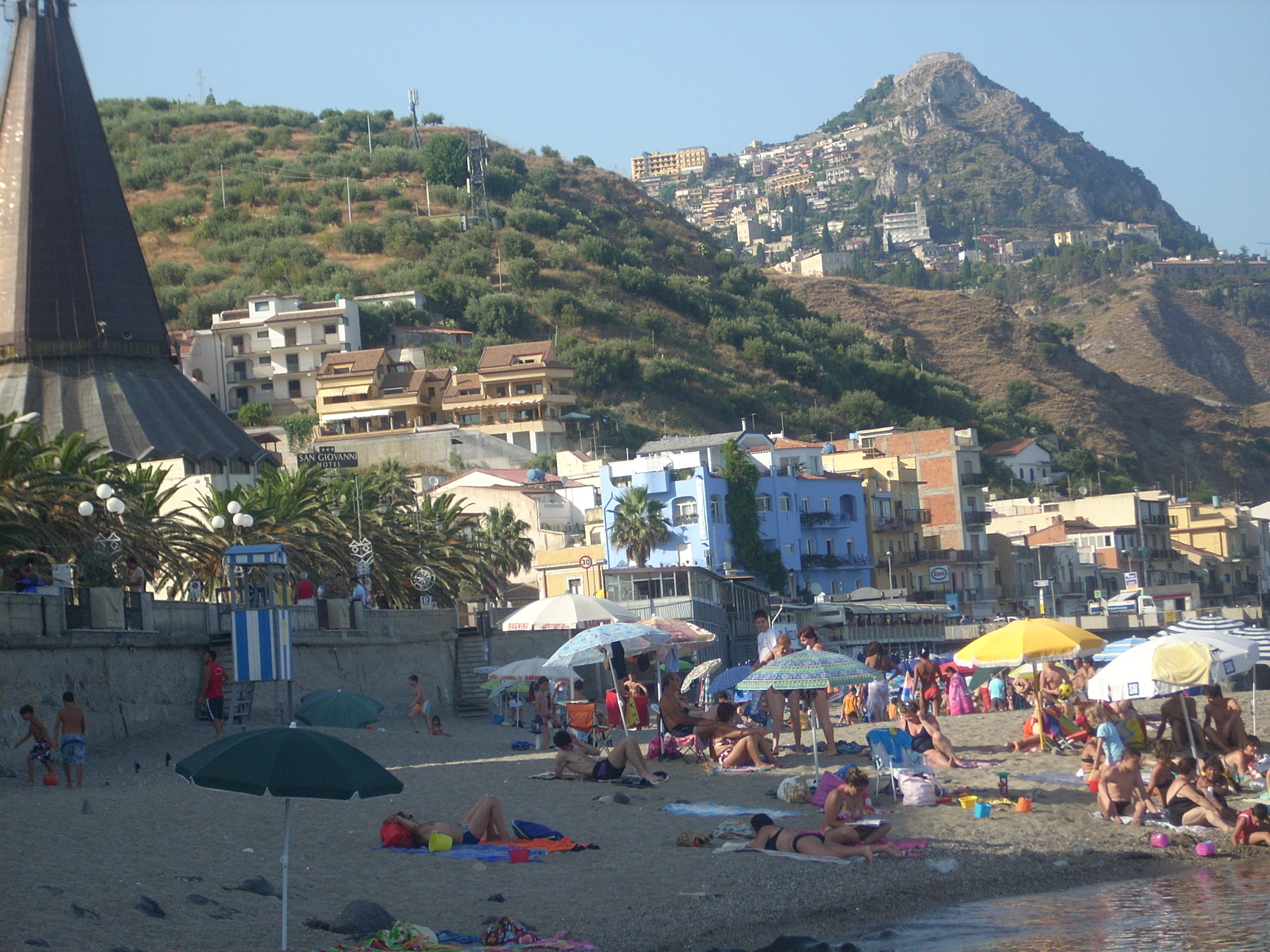
Plage
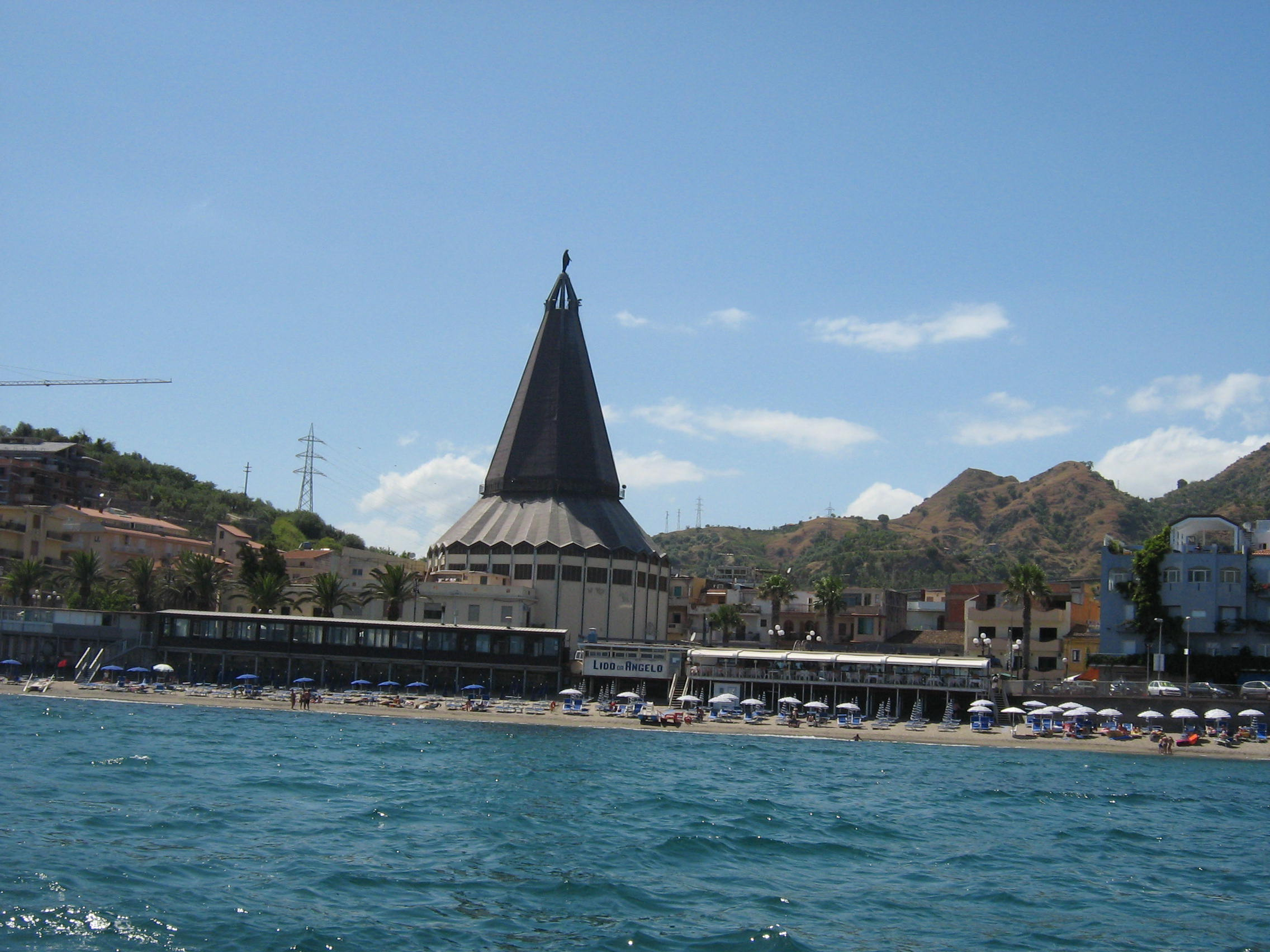
Vue de la mer
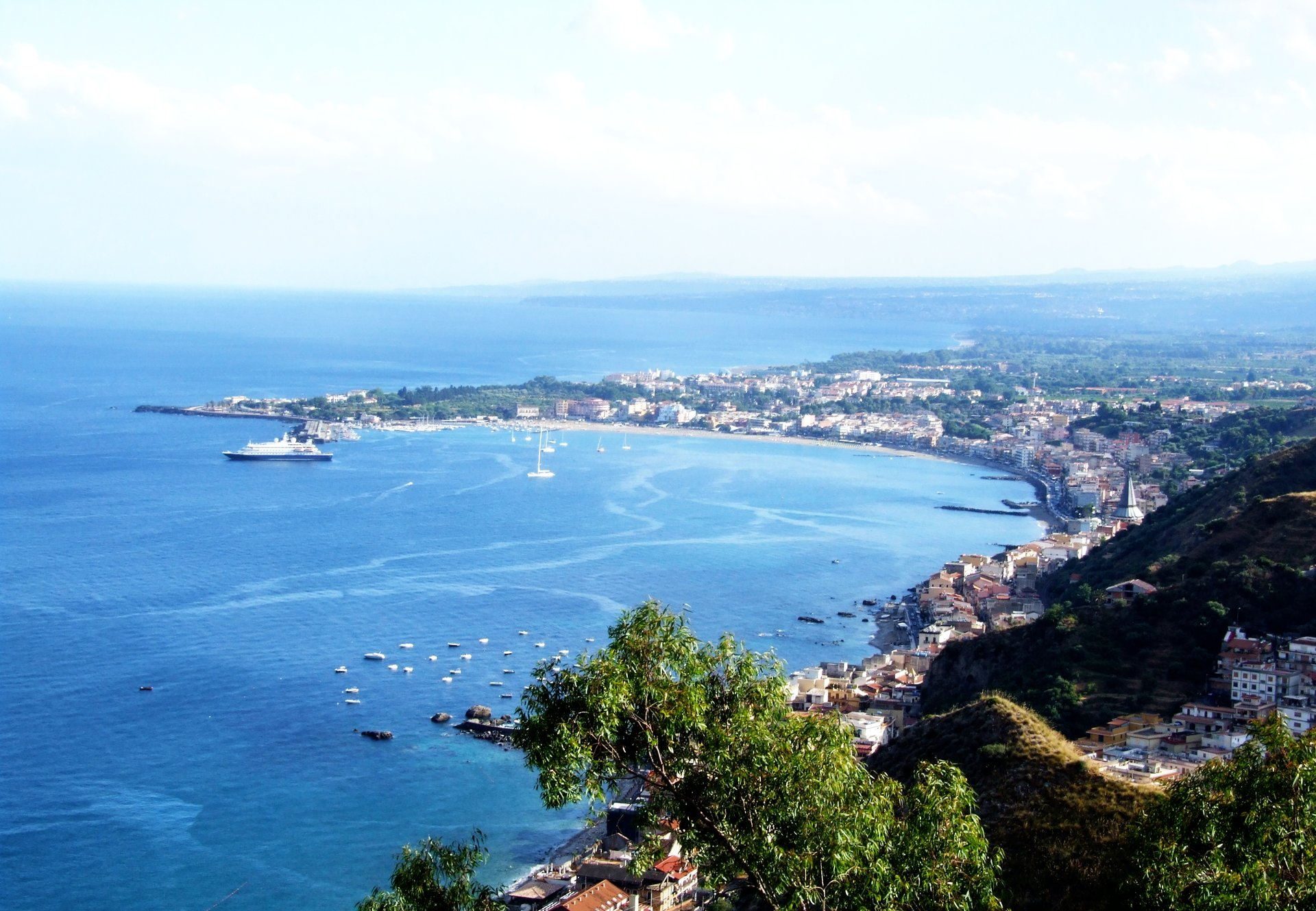
Vue de la baie
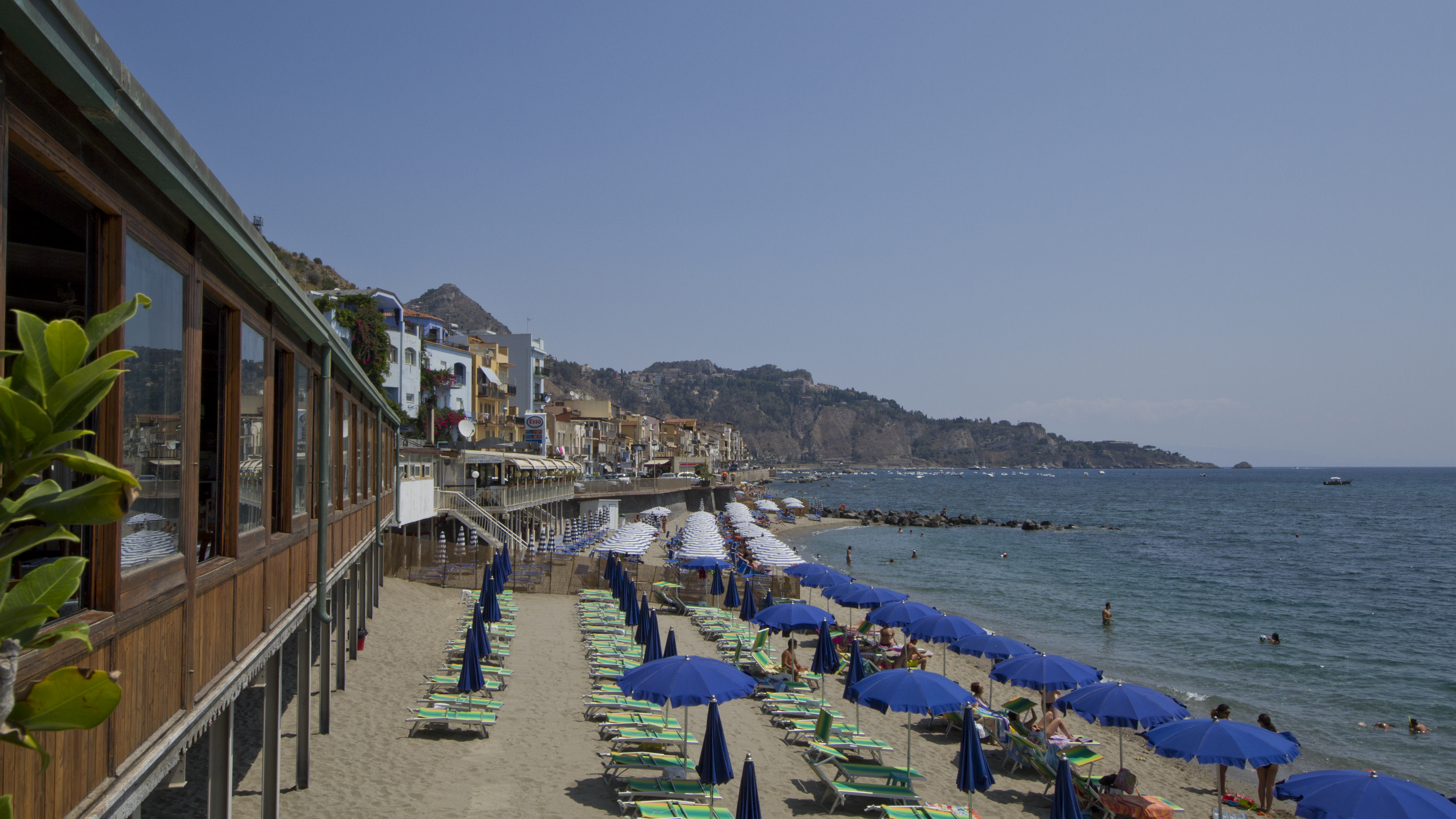
Les plages